# Арустук (округ, Мен)
Шаблон:StateAbbr_ 46°38′15″ пн. ш. 68°15′42″ зх. д. / 46.637363° пн. ш. 68.261665° зх. д.
Округ Арустук (англ. Aroostook County) — округ (графство) у штаті Мен, США, розташований вздовж канадо-американського кордону. Адміністративний центр - місто Голтон з офісами в Карибу і Форт-Кенті. Ідентифікатор округу 23003.

## Історія
Округ Арустук був утворений в 1839 році з частин округів Пенобскот і Вашингтон.

## Демографія
За даними перепису
2000 року
загальне населення округу становило 73938 осіб, зокрема міського населення було 16920, а сільського — 57018.
Серед мешканців округу чоловіків було 36095, а жінок — 37843. В окрузі було 30356 домогосподарств, 20436 родин, які мешкали в 38719 будинках.
Середній розмір родини становив 2,86.
Віковий розподіл населення поданий у таблиці:
| Стать    | До 15 років | 15-21 | 22-29 | 30-39 | 40-49 | 50-65 | 65-85 | Понад 85 |
| -------- | ----------- | ----- | ----- | ----- | ----- | ----- | ----- | -------- |
| Чоловіки | 6734        | 3802  | 2783  | 4915  | 5834  | 6682  | 4874  | 471      |
| Жінки    | 6562        | 3325  | 3020  | 5026  | 5947  | 6757  | 6153  | 1053     |

## Адміністративний поділ

### Міста
- Карибу
- Преск-Айл

### Містечка
- Аллагаш
- Ейміті
- Ешленд
- Блейн
- Бриджвотер
- Касл-Гілл
- Казвелл
- Чапмен
- Кристал
- Даєр-Брук
- Ігл-Лейк
- Істон
- Форт-Фейрфілд
- Форт-Кент
- Френчвілл
- Гранд-Айл
- Гамлін
- Гаммонд
- Гейнсвілл
- Герсі
- Годждон
- Голтон
- Айленд-Фоллс
- Лаймстоун
- Ліннеус
- Літтлтон
- Ладлоу
- Мадавоска
- Мейплтон
- Марс-Гілл
- Масардіс
- Меррілл
- Монтіселло
- Нью-Канада
- Нью-Лімерик
- Нью-Свіден
- Оукфілд
- Оріент
- Перам
- Портедж-Лейк
- Сент-Агата
- Сент-Френсіс
- Шерман
- Смирна
- Стокгольм
- Ван-Бюрен
- Вейд
- Воллаграсс
- Вошберн
- Вестфілд
- Вестменленд
- Вестон
- Вудленд

## Суміжні округи
- Témiscouata Regional County Municipality[en], Ба-Сен-Лоран, Квебек, Канада – північ
- Мадаваска, Нью-Брансвік, Канада – північний схід
- Вікторія, Нью-Брансвік, Канада – схід
- Карлтон, Нью-Брансвік, Канада – схід
- Йорк, Нью-Брансвік, Канада – південний схід
- Вашингтон – південний схід
- Пенобскот – південь
- Піскатаквіс – південь
- Сомерсет – південний захід
- Montmagny Regional County Municipality[en], Шодьєр-Аппалаш, Квебек, Канада – захід
- L'Islet Regional County Municipality[en], Шодьєр-Аппалаш, Квебек, Канада – захід
- Kamouraska Regional County Municipality[en], Ба-Сен-Лоран, Квебек, Канада – північний захід

## Основні дороги
- Interstate 95
- U.S. Route 1
- U.S. Route 2

## Виноски
1. ↑  Find a County. National Association of Counties. Архів оригіналу за 31 травня 2011. Процитовано 7 червня 2011.
2. ↑  Home. aroostook.me.us. Архів оригіналу за 20 квітня 2020. Процитовано 23 серпня 2019.
3. ↑  U.S. Decennial Census. United States Census Bureau. Архів оригіналу за 26 квітня 2015. Процитовано 7 вересня 2014.
4. ↑  Historical Census Browser. University of Virginia Library. Архів оригіналу за 11 серпня 2012. Процитовано 7 вересня 2014.
5. ↑  Population of Counties by Decennial Census: 1900 to 1990. United States Census Bureau. Архів оригіналу за 23 січня 2015. Процитовано 7 вересня 2014.
6. ↑  Census 2000 PHC-T-4. Ranking Tables for Counties: 1990 and 2000 (PDF). United States Census Bureau. Архів (PDF) оригіналу за 18 грудня 2014. Процитовано 7 вересня 2014.
7. ↑  State & County QuickFacts. United States Census Bureau. Архів оригіналу за 17 липня 2011. Процитовано 10 березня 2014. [Архівовано 2011-07-17 у Wayback Machine.](англ.) Наведено за англійською вікіпедією.
8. ↑  American FactFinder. Бюро перепису населення США. Архів оригіналу за 26 лютого 2012. Процитовано 31 січня 2008. [Архівовано 2008-05-21 у Wayback Machine.]

| США | Це незавершена стаття з географії США. Ви можете допомогти проєкту, виправивши або дописавши її. |